# Liste der Brücken in Wien/Meidling
Diese Liste beinhaltet jene Wiener Brücken, die sich im 12. Bezirk Meidling befinden. Weitere Brücken, die an den 12. Bezirk grenzen oder sich nur teilweise auf seinem Bezirksgebiet befinden, von der Brückeninformation Wien aber anderen Bezirken zugeordnet sind, befinden sich in den jeweiligen Listen der angrenzenden Bezirke.

## Brücken
| Objekt / Teilobjekt                                          | Foto | Lage                                            | Verwaltung / Objektnr. | System                                | Material                    | Brückenklasse            | Länge (m) | Breite (m) | Baujahr | Anmerkungen |
| ------------------------------------------------------------ | ---- | ----------------------------------------------- | ---------------------- | ------------------------------------- | --------------------------- | ------------------------ | --------- | ---------- | ------- | --- |
| Altmannsdorfer Tunnel ES10                                   | 1    | Südosttangente Autobahn Standort                | ASFINAG B121500        | Rahmen                                | Stahlbeton                  | Straßenbrücke Klasse I   | 16        | 87         | 1972    | |
| Belghofersteg                                                | 1    | Belghofergasse Standort                         | Gemeinde B122001       | Rahmen                                | Stahlbeton                  | Fußgängerbrücke Klasse I | 22        | 4          | 1974    | |
| Belghofersteg                                                | 1    | Belghofergasse Standort                         | Gemeinde B122002       |                                       |                             |                          |           |            |         | |
| Belghofersteg                                                | 1    | Belghofergasse Standort                         | Gemeinde B122003       |                                       |                             |                          |           |            |         | |
| Brücke Kabelwerk                                             | 1    | Grießergasse Standort                           | Gemeinde B122500       | Balken/Plattentragwerk durchlaufend   | Stahlbeton, Normalbeton     | Straßenbrücke Klasse I   | 65        | 8          | 2006    | |
| Brücke Kleine Gumpendorfer Zeile                             | 1    | U-Bahn-Linie U6 Standort                        | Wiener Linien 600105a  |                                       |                             |                          |           |            |         | Teil der ehem. Gürtellinie der Stadtbahn (Gestaltung: Otto Wagner).                                                                       |
| Brücke Station Schöpfwerk                                    | 1    | U-Bahn-Linie U6 Standort                        | Wiener Linien 600082   |                                       |                             |                          |           |            |         | |
| Brücke über die Straße „Am Schöpfwerk“                       | 1    | U-Bahn-Linie U6 Standort                        | Wiener Linien 600083   |                                       |                             |                          |           |            |         | |
| Brücken Gumpendorfer Zeile (Wienfluss)                       | 1    | U-Bahn-Linie U6 Standort                        | Wiener Linien 600105b  |                                       |                             |                          |           |            |         | Teil der ehem. Gürtellinie der Stadtbahn (Gestaltung: Otto Wagner).                                                                       |
| Brückentragwerke der Hochstrecke Alt Erlaa – Zanaschkagasse  | 1    | U-Bahn-Linie U6 Standort                        | Wiener Linien 600081o  |                                       |                             |                          |           |            |         | |
| Brückentragwerke der Hochstrecke Alt Erlaa – Zanaschkagasse  | 1    | U-Bahn-Linie U6 Standort                        | Wiener Linien 600081p  |                                       |                             |                          |           |            |         | |
| Brückentragwerke der Hochstrecke Alt Erlaa – Zanaschkagasse  | 1    | U-Bahn-Linie U6 Standort                        | Wiener Linien 600081q  |                                       |                             |                          |           |            |         | |
| Brückentragwerke der Hochstrecke Alt Erlaa – Zanaschkagasse  | 0 BW | U-Bahn-Linie U6 Standort                        | Wiener Linien 600081r  |                                       |                             |                          |           |            |         | |
| Edelsinnbrücke                                               | 1    | Altmannsdorfer Straße Standort                  | Bund B121600           | Rahmen                                | Stahlbeton                  | Straßenbrücke Klasse I   | 41        | 22         | 1973    | |
| Einbautensteg U6, neben B 1224 (Stüber-Gunther-Gassenbrücke) | 1    | Standort                                        | Gemeinde B122300       | Balken/Plattentragwerk durchlaufend   | Stahlbeton-Fertigteilträger | keine Angabe             | 38        | 5          | 1993    | |
| Fasangartenbrücke                                            | 1    | Schönbrunner Allee Standort                     | Gemeinde B121700       | Balken/Plattentragwerk freiaufliegend | Stahlbeton                  | Straßenbrücke Klasse I   | 22        | 30         | 1973    | |
| Franz-Reinelt-Steg                                           | 1    | Breitenfurterstraße/ Wienerbergstraße Standort  | Gemeinde B120200       | Balken/Plattentragwerk freiaufliegend | Stahlbeton                  | Fußgängerbrücke Klasse I | 25        | 6          | 1988    | |
| Friedrich-Zawrel-Brücke, Verbindungsbrücke über U4           | 1    | Ruckergasse Standort                            | Gemeinde B120701       | Balken/Plattentragwerk freiaufliegend | Stahlbeton                  | Straßenbrücke Klasse I   | 23        | 18         | 1967    | bis 2024: Fabriksbrücke |
| Friedrich-Zawrel-Brücke, Wienflusseindeckung                 | 1    | Ruckergasse Standort                            | Gemeinde B120702       | Balken/Plattentragwerk freiaufliegend | Stahlbeton                  | Straßenbrücke Klasse I   | 23        | 151        | 1969    | bis 2024: Fabriksbrücke |
| Fußgängertunnel Schönbrunner Straße                          | 1    | Ruckergasse Standort                            | Gemeinde B121000       | Rahmen geschlossen                    | Stahlbeton                  | Straßenbrücke Klasse I   | 42        | 4          | 1970    | Der Tunnel war aufgrund eines oberirdisch errichteten Fußgängerübergangs nicht mehr erforderlich und wurde 2008 abgebrochen und verfüllt. |
| Fußwegunterführung Oswaldgasse, Nord                         | 1    | Oswaldgasse Standort                            | Gemeinde B120501       | Rahmen                                | Stahlbeton                  | Straßenbrücke Klasse I   | 7         | 19         | 1984    | |
| Fußwegunterführung Oswaldgasse, Süd                          | 1    | Oswaldgasse Standort                            | Gemeinde B120502       | Rahmen                                | Stahlbeton                  | Straßenbrücke Klasse I   | 7         | 17         | 1984    | |
| Grießersteg                                                  | 0 BW | Grießergasse Standort                           | ÖBB B121900            | Balken/Plattentragwerk freiaufliegend | Stahl                       | Fußgängerbrücke Klasse I | 49        | 2          | 1974    | |
| Lobkowitzbrücke, Gewölbe über Wienfluss                      | 1    | Meidlinger Hauptstraße Standort                 | Gemeinde B121100       | Gewölbe                               | Beton                       | Straßenbrücke Klasse I   | 17        | 41         | 1895    | |
| Maria-Theresien-Brücke                                       | 1    | Hohenbergstraße Standort                        | Gemeinde B120900       | Rahmen                                | Stahlbeton                  | Straßenbrücke Klasse I   | 33        | 12         | 1963    | Die Maria-Theresien-Brücke wird auch Tivolibrücke genannt.                                                                                |
| Philadelphiabrücke                                           | 1    | Brunner Straße Standort                         | Bund B120300           | keine Angabe                          | Spannbeton                  | Straßenbrücke Klasse I   | 39        | 37         | 1977    | |
| Pottendorfer Brücke                                          | 1    | Wienerberg Straße Standort                      | Bund B121800           | Balken/Plattentragwerk durchlaufend   | Stahlbeton, Normalbeton     | Straßenbrücke Klasse I   | 35        | 23         | 1989    | |
| Rosenhügelsteg, Steg                                         | 1    | Rosenhügelstraße Standort                       | Gemeinde B120801       | Rahmen                                | Stahlbeton                  | Fußgängerbrücke Klasse I | 66        | 3          | 1985    | |
| Rosenhügelsteg                                               | 1    | Standort                                        | B120802                |                                       |                             |                          |           |            |         | |
| Rosenhügelsteg, Rampe                                        | 1    | Rosenhügelstraße Standort                       | Gemeinde B120803       | keine Angabe                          | Stahlbeton                  | Fußgängerbrücke Klasse I | 80        | 3          | 1985    | |
| Schönbrunner Brücke                                          | 1    | Altmannsdorfer Straße Standort                  | Bund B122100           | Gewölbe                               | Beton                       | Straßenbrücke Klasse I   | 21        | 38         | 1900    | |
| Schöpfwerksteg                                               | 1    | Haltestelle Wien-Altmannsdorfer Straße Standort | Gemeinde B120600       | Balken/Plattentragwerk durchlaufend   | Stahl                       | Fußgängerbrücke Klasse I | 60        | 5          | 1994    | |
| Stiegerbrücke                                                | 1    | Längenfeldgasse Standort                        | Gemeinde B121300       | Gewölbe                               | Beton                       | Straßenbrücke Klasse I   | 21        | 31         | 1900    | |
| Storchensteg                                                 | 1    | Storchengasse Standort                          | Gemeinde B121200       | Gewölbe                               | Stahlbeton                  | Fußgängerbrücke Klasse I | 16        | 5          | 1987    | |
| Stüber-Gunther-Gassenbrücke                                  | 1    | Stüber-Gunther-Gasse Standort                   | Gemeinde B122400       | Balken/Plattentragwerk freiaufliegend | Stahlbeton                  | Straßenbrücke Klasse I   | 13        | 9          | 1993    | |
| Wienerbergbrücke                                             | 1    | Wienerberg Straße Standort                      | Gemeinde B120400       | Balken/Plattentragwerk freiaufliegend | Stahl                       | Straßenbrücke Klasse I   | 57        | 29         | 2002    | |